# Apisa subargentea
Apisa subargentea là một loài bướm đêm thuộc phân họ Arctiinae, họ Erebidae.